# Podział administracyjny Kościoła katolickiego w Libii
Podział administracyjny Kościoła katolickiego w Libii – w ramach Kościoła katolickiego w Libii funkcjonują obecnie trzy wikariaty apostolskie, i jedna prefektura apostolska. 
Jednostki administracyjne Kościoła katolickiego obrządku łacińskiego w Libii:
- Wikariat apostolski Bengazi
- Wikariat apostolski Darny
- Wikariat apostolski Trypolisu
- Prefektura apostolska Misraty